# 계량스푼

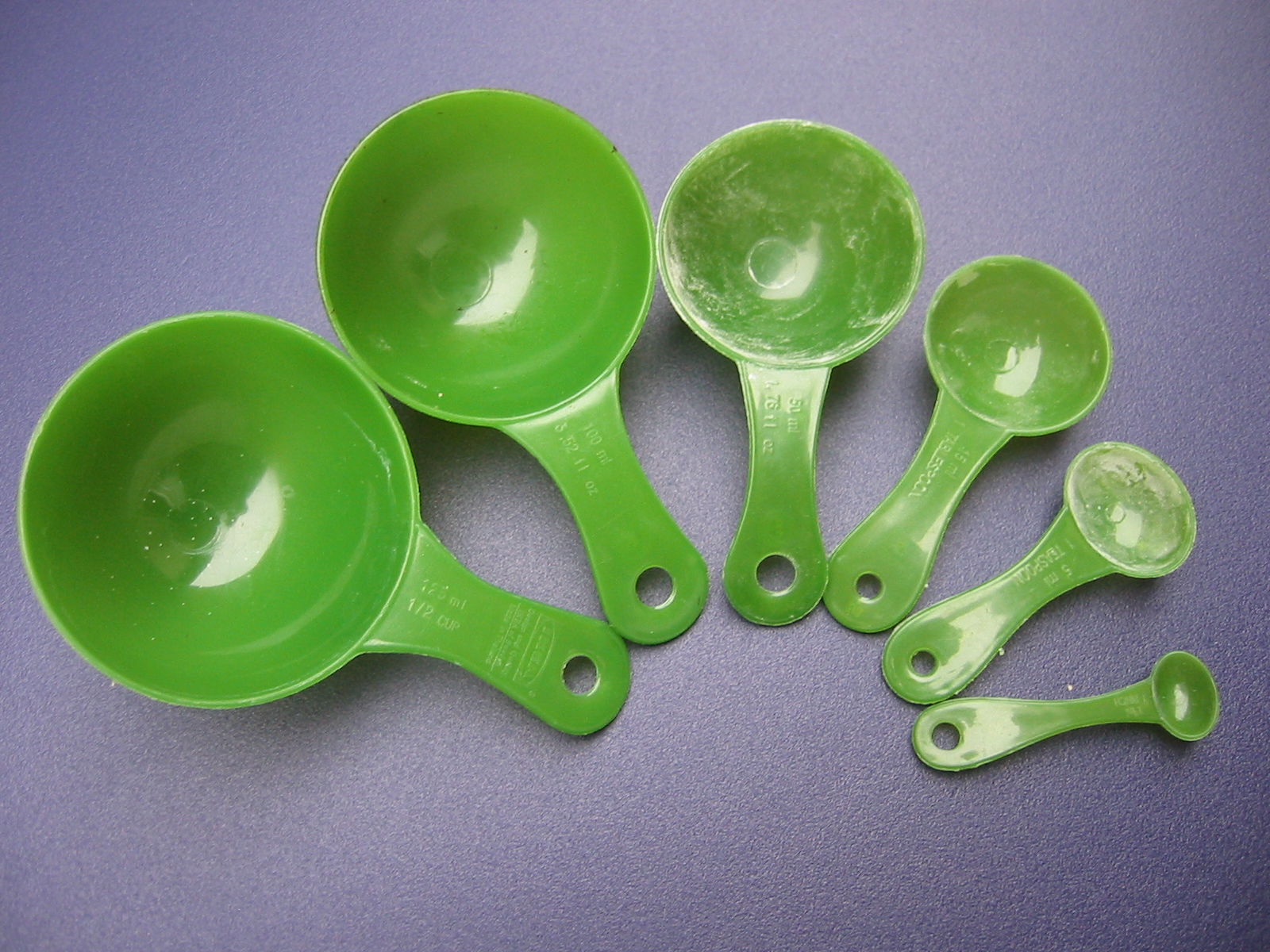

계량스푼은 요리할 때 재료의 액체 또는 건조 여부를 측정하는 데 사용하는 숟가락이다. 계량 스푼은 플라스틱, 금속 및 기타 재료로 만들 수 있다. 이것들은 티스푼과 스푼을 포함하여 다양한 크기로 제공된다.

## 나라별 차이

### 국제
계량스푼은 일반적으로 데시리터(100ml), 테이블스푼(15ml), 티스푼(5ml) 및 밀리리터 단위로 구성된 세트로 제공되며 일반적으로 4~6개 사이이다. 내부에 "half" 또는 "a quarter"를 나타내거나 1/2 dl과 같은 별도의 단위가 포함될 수 있다.

### 미국
미국에서는 계량 스푼이 보통 4개에서 6개 사이의 세트로 제공되는 경우가 많다. 여기에는 일반적으로 ¼, ½ 및 1티스푼과 1테이블스푼이 포함된다. 전통적인 미국 티스푼의 부피는 4.9ml이고 큰 스푼의 부피는 14.8ml로 표준 계량 스푼보다 약간 적다.

### 일본
일본에서는 일반적으로 큰 숟가락(大さじ, Ōsaji)과 작은 숟가락(小さじ, Kosaji 또는 Shōsaji)의 두 가지 숟가락을 사용한다. 큰 스푼은 15밀리리터, 작은 스푼은 5밀리리터이다. 때로는 훨씬 작은 스푼, 보통 2.5밀리리터 스푼(½ 작은 스푼)을 사용할 수도 있다.

## 전문 계량스푼
일반적인 작업을 위해 널리 사용되는 재료를 측정하기 위해 특수 숟가락이 제조된다. 예를 들어, 커피의 경우 표준 측정 스푼에는 150ml 에스프레소에 적합한 7g의 커피 가루가 들어 있다.

## 커틀러리스푼으로 측정
많은 국가의 칼붙이에는 두 개의 숟가락이 포함된다(포크와 나이프 또는 버터나이프 제외). 이러한 커틀러리스푼(curtlery spoon)은 "티스푼" 및 "테이블스푼"이라고도 하지만 이름이 같은 계량스푼과 반드시 동일한 부피는 아니다. 커틀러리스푼은 표준 크기로 제작되지 않으며 2.5~7.3ml(50%~146 티스푼은 5ml의 %), 큰 스푼은 7~20ml(15ml의 47%~133%)이다. 커틀러리를 약물과 같은 중요한 측정에 사용할 때 크기의 차이는 위험할 수 있다.

## 같이 보기
- 계량컵
- 식품 계량